# Ctenomys lewisi
Туко-туко Льюїса (Ctenomys lewisi) — вид гризунів родини тукотукових.

## Етимологія
Вид названий на честь Джона Спедана Льюїса (англ. John Spedan Lewis, 1885—1963), британського бізнесмена. 

## Поширення
Поширення виду обмежене департаментом Таріха у центрі південної частини Болівії; мешкає на висотах від 2600 до 4000 м над рівнем моря. 

## Опис
Вид живе на відкритих луках Альтіплано, як в первинному середовищі проживання так і у вторинному. Рийний, рослиноїдний вид, який споживає підземні бульби та корені. Колонії знаходяться в районах з пухкими ґрунтами. Каріотип: 2n=56 FN=74.

## Загрози та збереження
Мешкає в національному заповіднику Квеста де Сама.